# Storängens Samskola

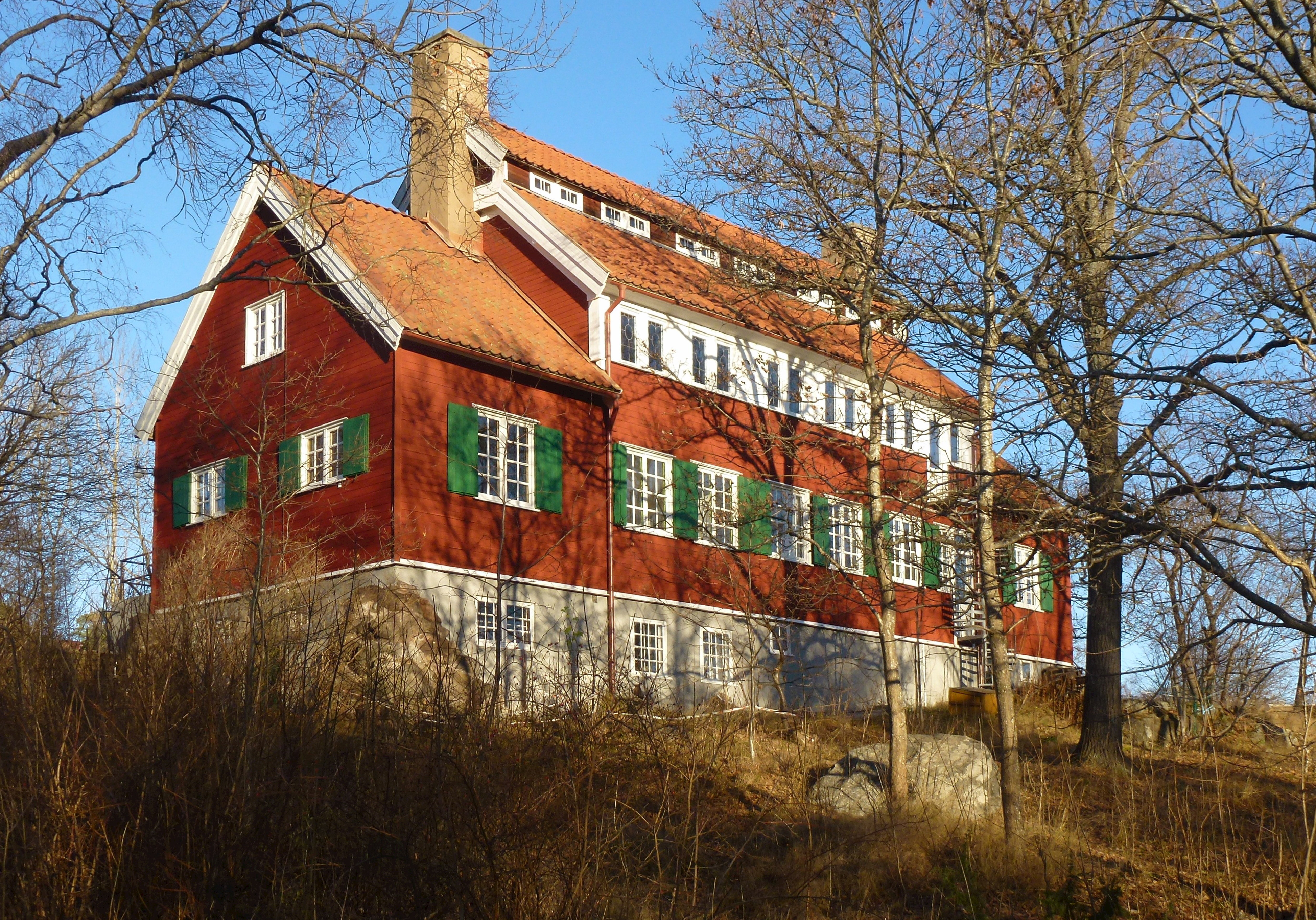
Storängens samskola, fasad mot syd i november 2013

Storängens samskola är en kulturhistoriskt värdefull byggnad vid Värmdövägen 176, i Storängen, Nacka kommun. Skolbyggnaden uppfördes 1912 efter ritningar av arkitekt Ivar Callmander. Enligt en kulturhistorisk byggnadsinventering av Storängen år 1979 bedöms byggnaden som ”omistlig”. Idag hyrs bottenvåningen ut till en Montessoriförskola. I skolan ligger Storängssalen med dekorationsmålningar av Filip Månsson.

## Bakgrund

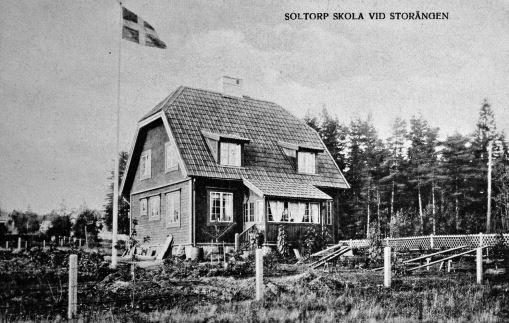
Soltorp Skola, 1905.

Storängens villasamhälle grundades år 1904 av Tjänstemännens egnahemsförening och lockade till sig inte bara tjänstemän från övre medelklass utan även universitetslärare, direktörer, konstsamlare och konstnärer. Den nyöppnade järnvägen Stockholm-Saltsjön (Saltsjöbanan) med sin snabba trafikförbindelse till och från Stockholm och hållplats i Storängen bidrog till att villasamhället blev attraktivt.
De minsta skolbarnen fick till en början undervisning i Soltorp skola som befann sig hemma hos en storängsbo på Duvnäsvägen 12, nuvarande John Lodéns väg 14. I tioårsåldern började barnen skolgången vid Tattby läroverk i Saltsjöbaden. Behovet av en egen skolbyggnad i Storängen tillgodosågs 1912 då man började bygga Storängens Samskola.

## Byggnad och verksamhet

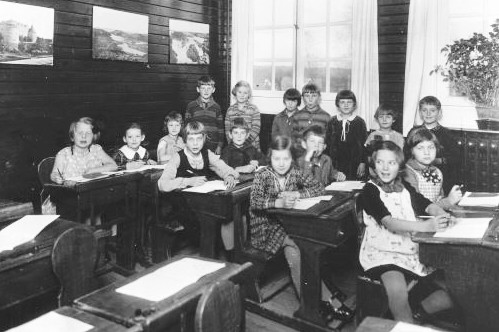
Andra och tredje klass, 1928.

Tomten hade kostnadsfritt ställts till förfogande av Järnvägs AB Stockholm-Saltsjön, som tillsammans med egnahemsföreningen bildade AB Storängens samskola. Som arkitekt anlitades Ivar Callmander. Han hade redan tidigare ritat flera villor i Storängen och han bodde själv i en av dem vid Prästgårdsvägen 8. 
Som så många villor i Storängen fick även den nya skolbyggnaden en gestaltning i nationalromantikens stil. Byggnaden består av en två våningar högt mittparti sammanbyggt mot vardera gaveln med lägre flyglar i en våning. Det höga mittpartiet täcks av ett säteritak, medan flyglarna har sadeltak. Fasaderna är klädda av liggande, falurödmålad träpanel. Fönstren är småspröjsade, som var vanligt på storängsvillorna, och har grönmålade fönsterluckor. På bottenvåningen inreddes tre skolsalar, förutom en liten lägenhet i vardera flygeln. I östra lägenheten fanns mellan 1913 och 1940 en telefonstation och i den västra bodde vaktmästaren. 
Skolan drevs i privat regi och som mest fanns ett femtiotal elever uppdelade på klass 1,2,3 och 4. De flesta var storängsbor, men några var bosatta i Järla och Saltsjö-Duvnäs. Barnantalet minskade så småningom, och när fröken  Ebba Anjou gick i pension 1929, fick de då fåtaliga storängsbarnen börja i Vikdalens skola istället.
Nedanför (söder om) Storängens Samskola utbreder sig den nära 9 000 m² stora Ängen. Den används sedan 1904 som samlingsplats och festäng. Ängen donerades år 1948 av Järnvägs AB Stockholn-Saltsjön till Storängens egnahemsförening och får inte bebyggas.

### Exteriörbilder

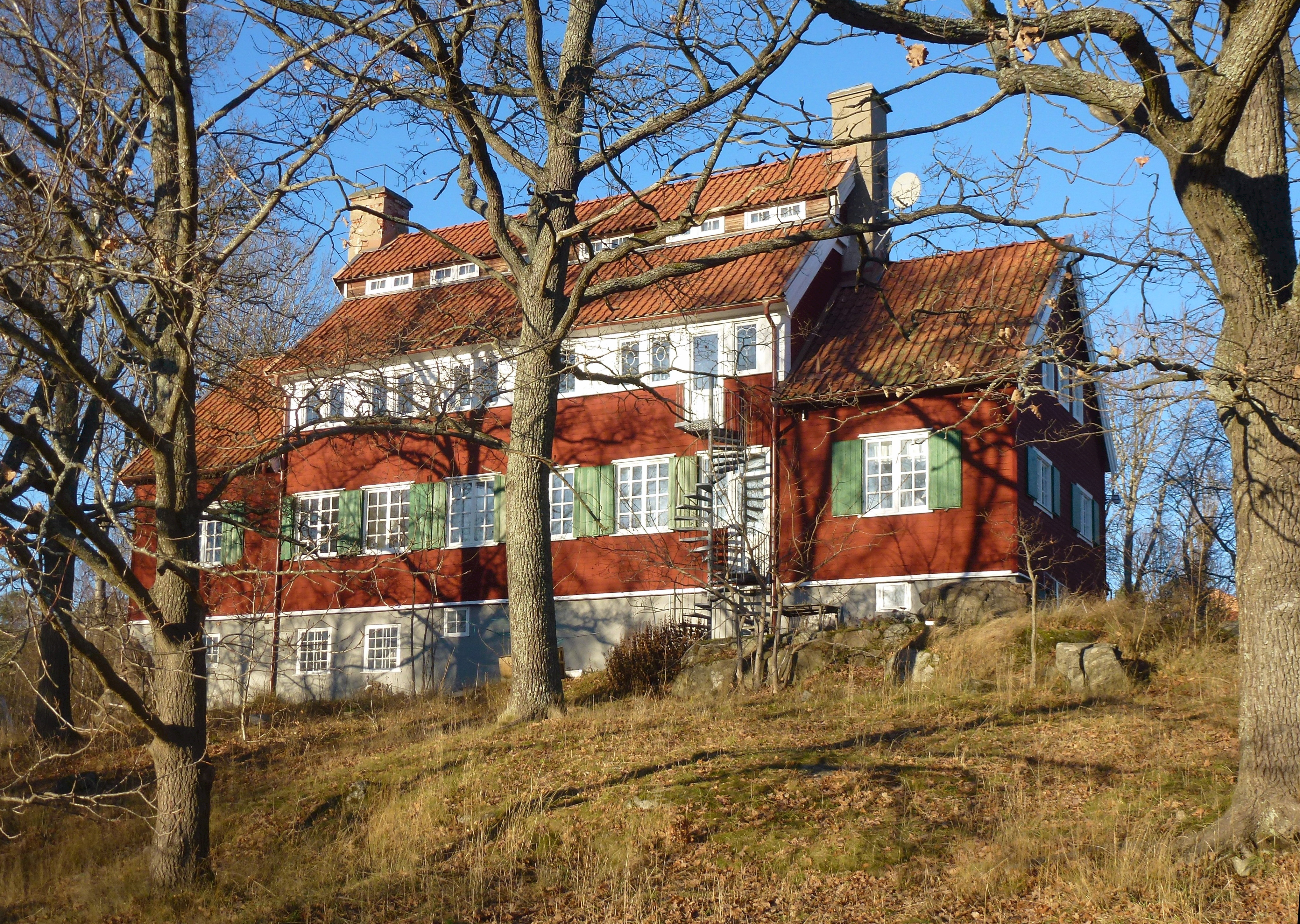
Sydsida
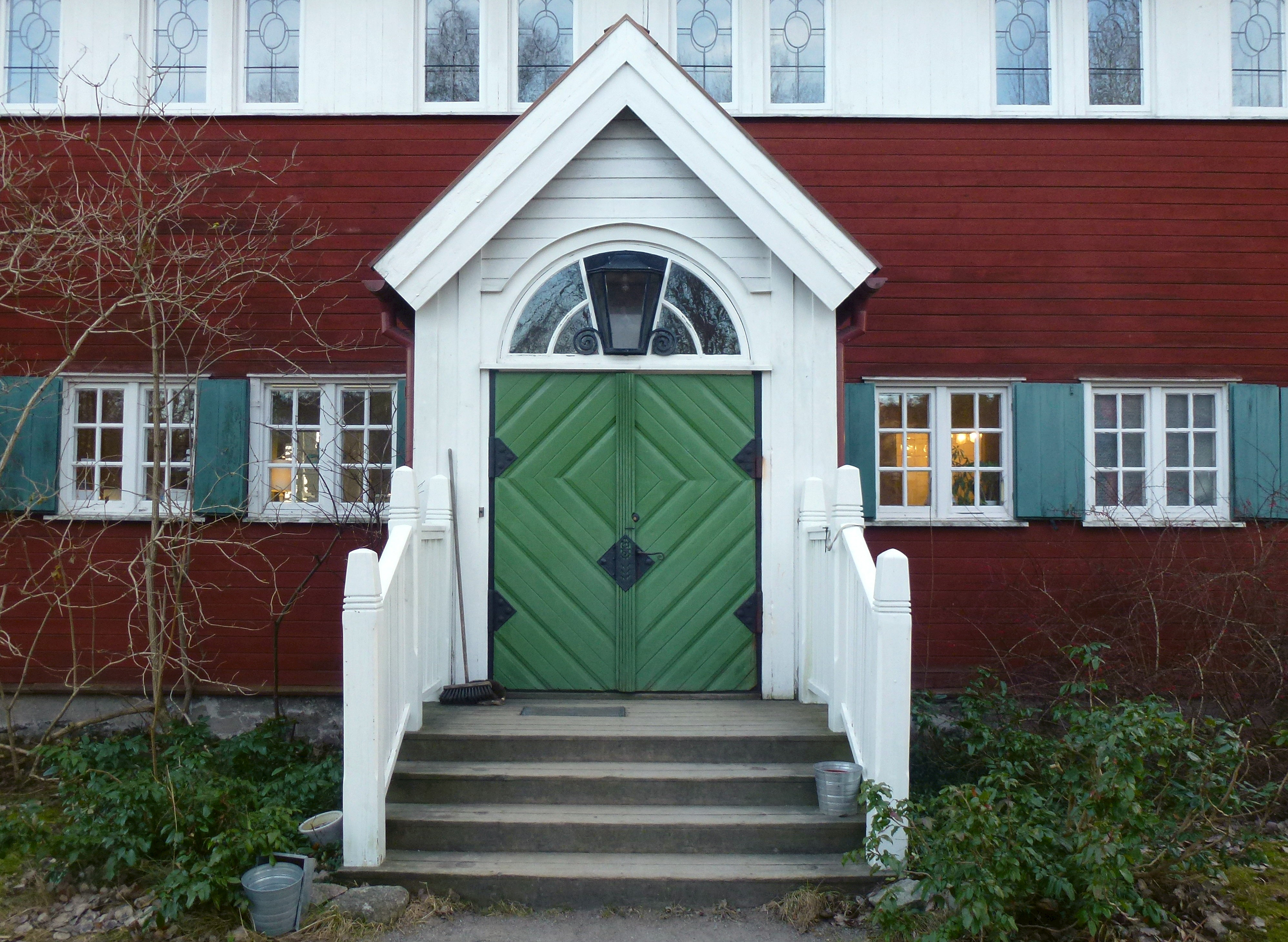
Entré
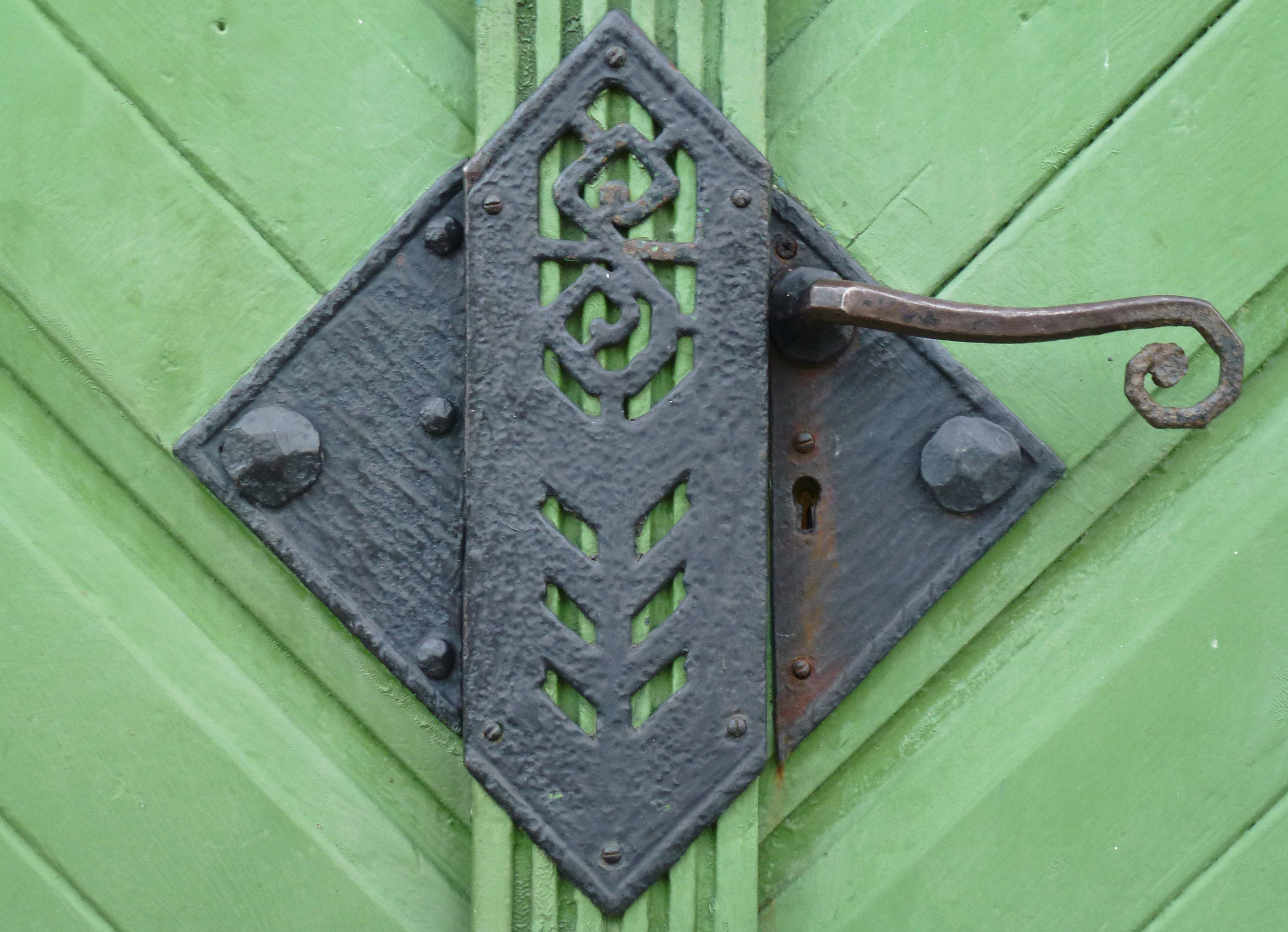
Dörrbeslag
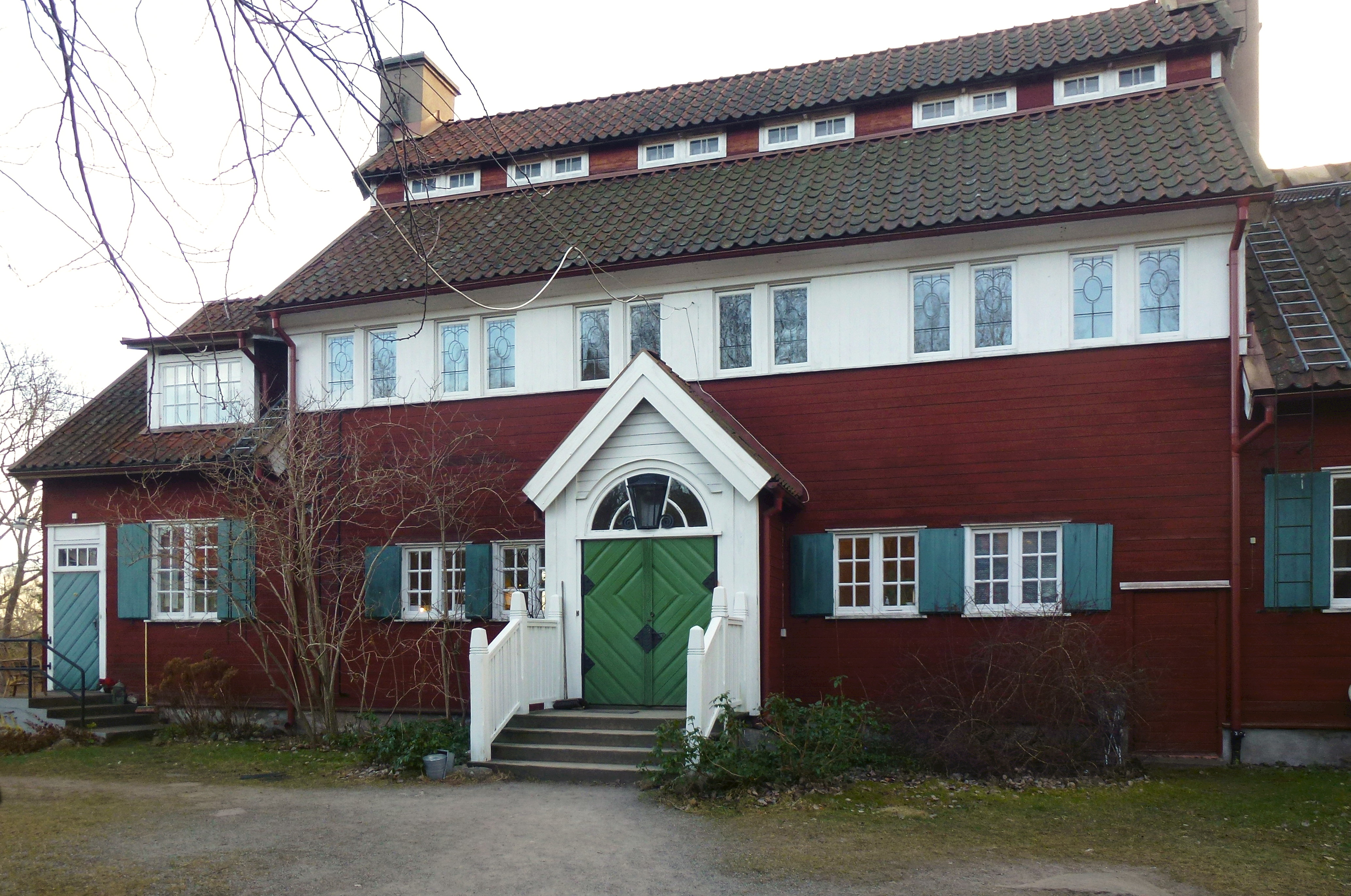
Norrsida

## Storängssalen

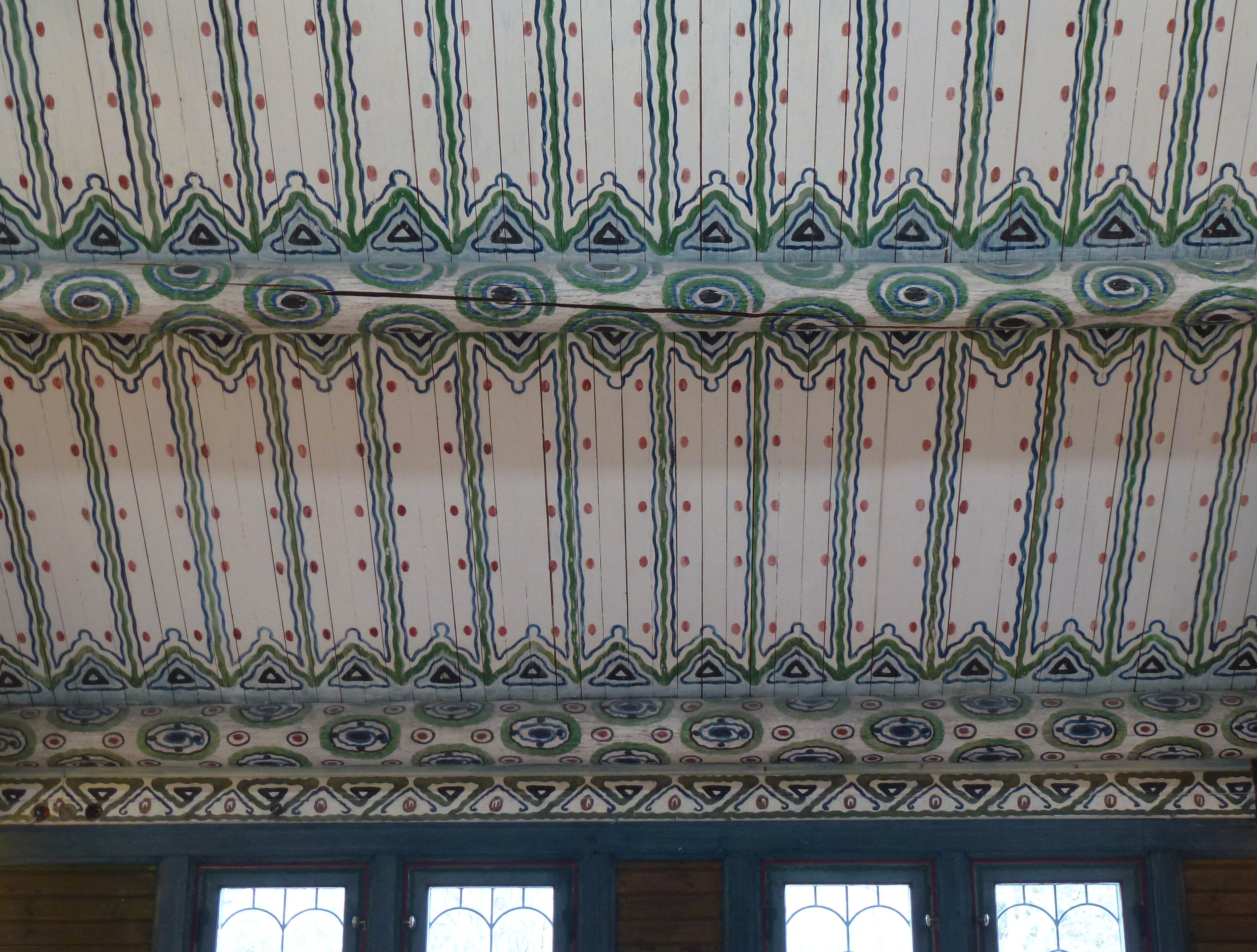
Detalj av takmålningen.

Den så kallade Storängssalen ligger på övervåningen och har dubbel takhöjd. Salen planerades från början att användas dels av skolan som samlings-, slöjd- och gymnastiksal, dels av storängsborna för sammanträden och fester. Idag används salen inte längre för gymnastik men väl för fester. 
Salen dekorerades av målaren Filip Månsson. Han utförde bland annat takmålningar i Stockholms rådhus och i Rådssalen i Stockholms stadshus. I Storsalen lät han utföra själva målningsarbetena av två medhjälpare. Takstolarnas och takpanelens bottenfärg är vit och dekorationerna är utförda i blått, grönt och rött. Genom säteritakets fönsterrad får målningarna en indirekt belysning av dagsljus.
Storängssalen pryds även med några tavlor målade av kända storängskonstnärer, bland dem Anton Genberg (utsikten över Storängen och Järlasjön från Vattentornsberget) och Gottfrid Kallstenius (Villa Wahlström, Järlavägen 23).  Under hösten 2009 genomgick alla målningar på väggar och tak en varsam restaurering.  Renoveringen belönades med ”Byggnadspris år 2009” som instiftades av Stockholms läns Hembygdsförbund.

### Interiörbilder

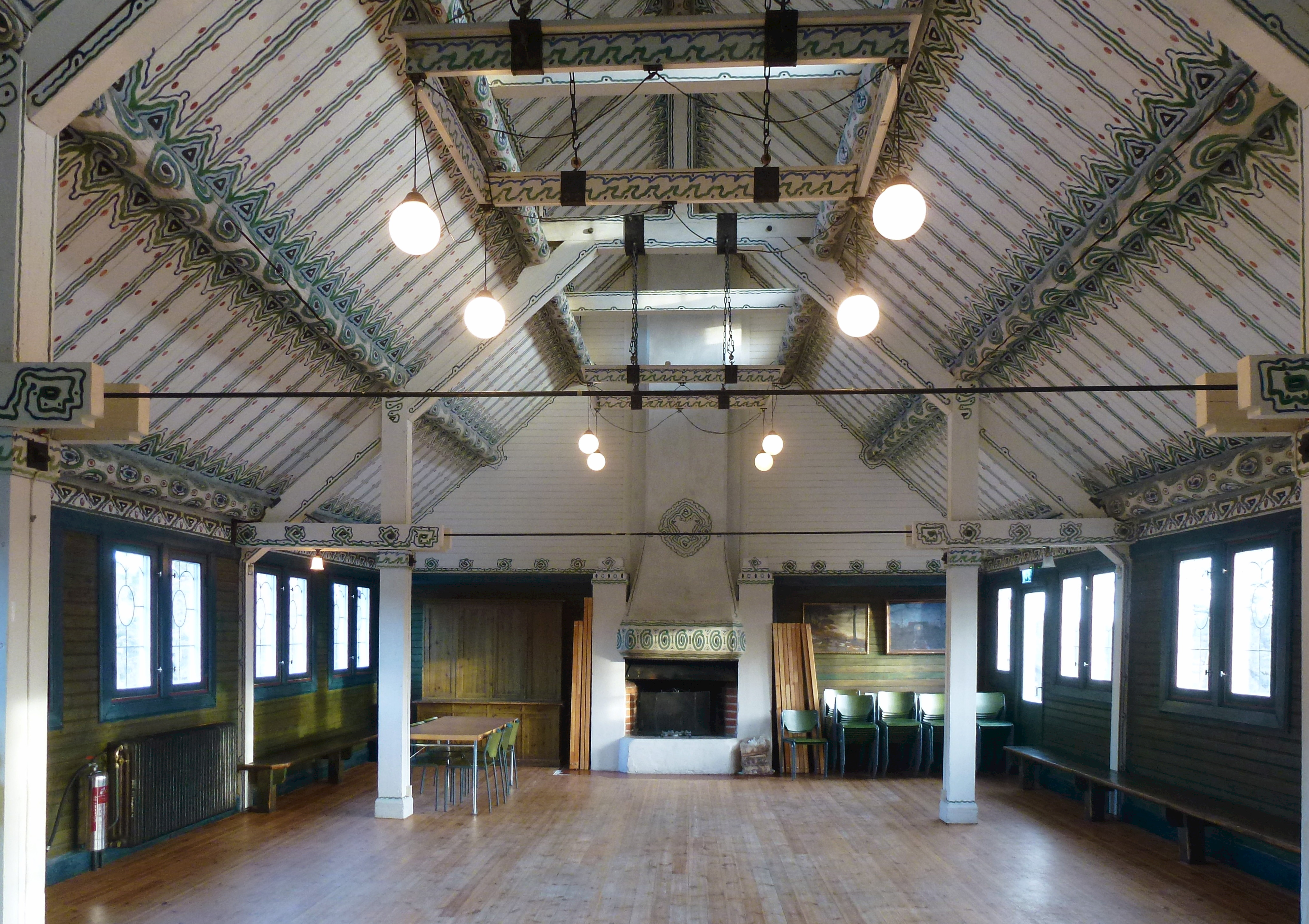
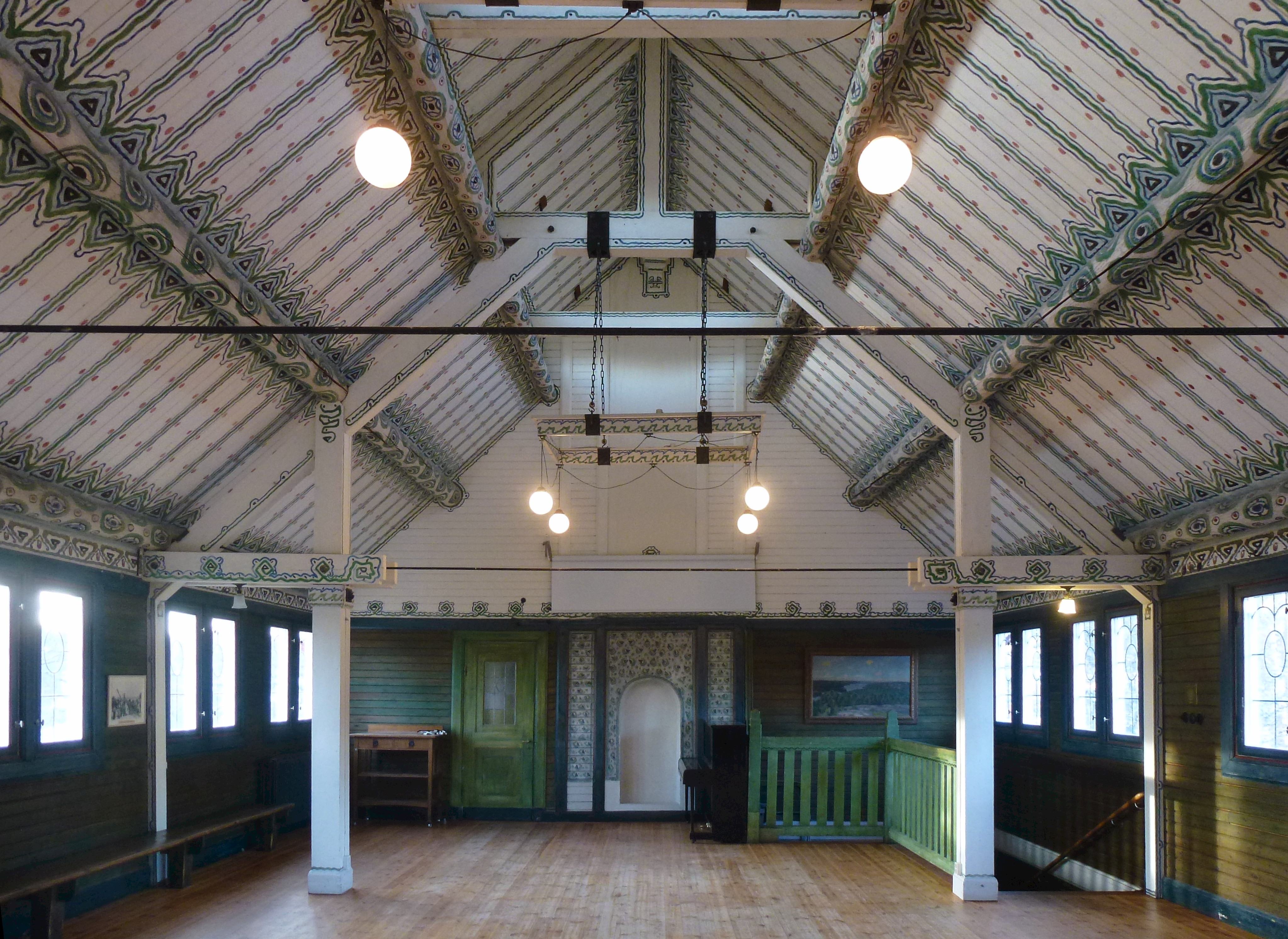
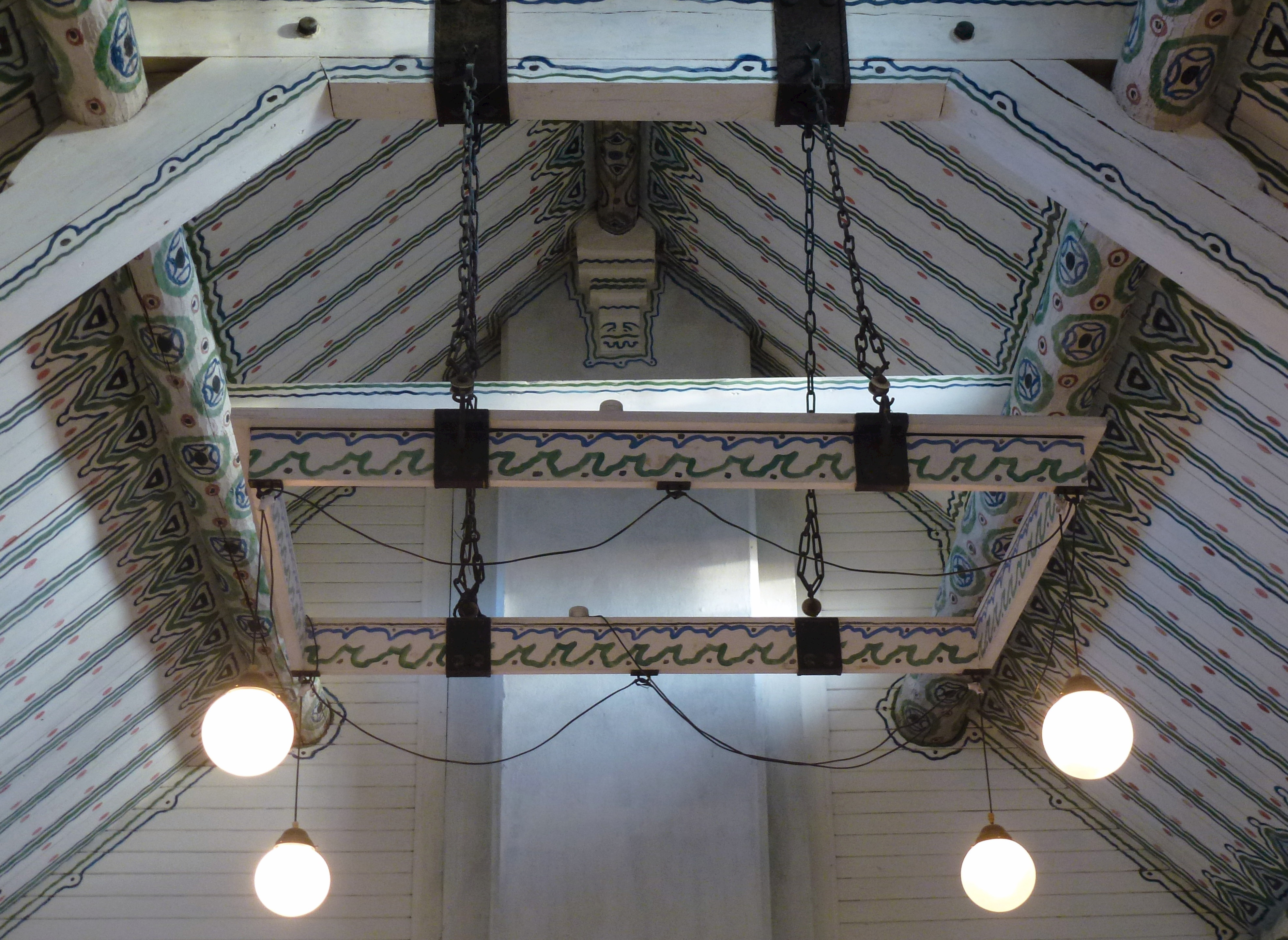
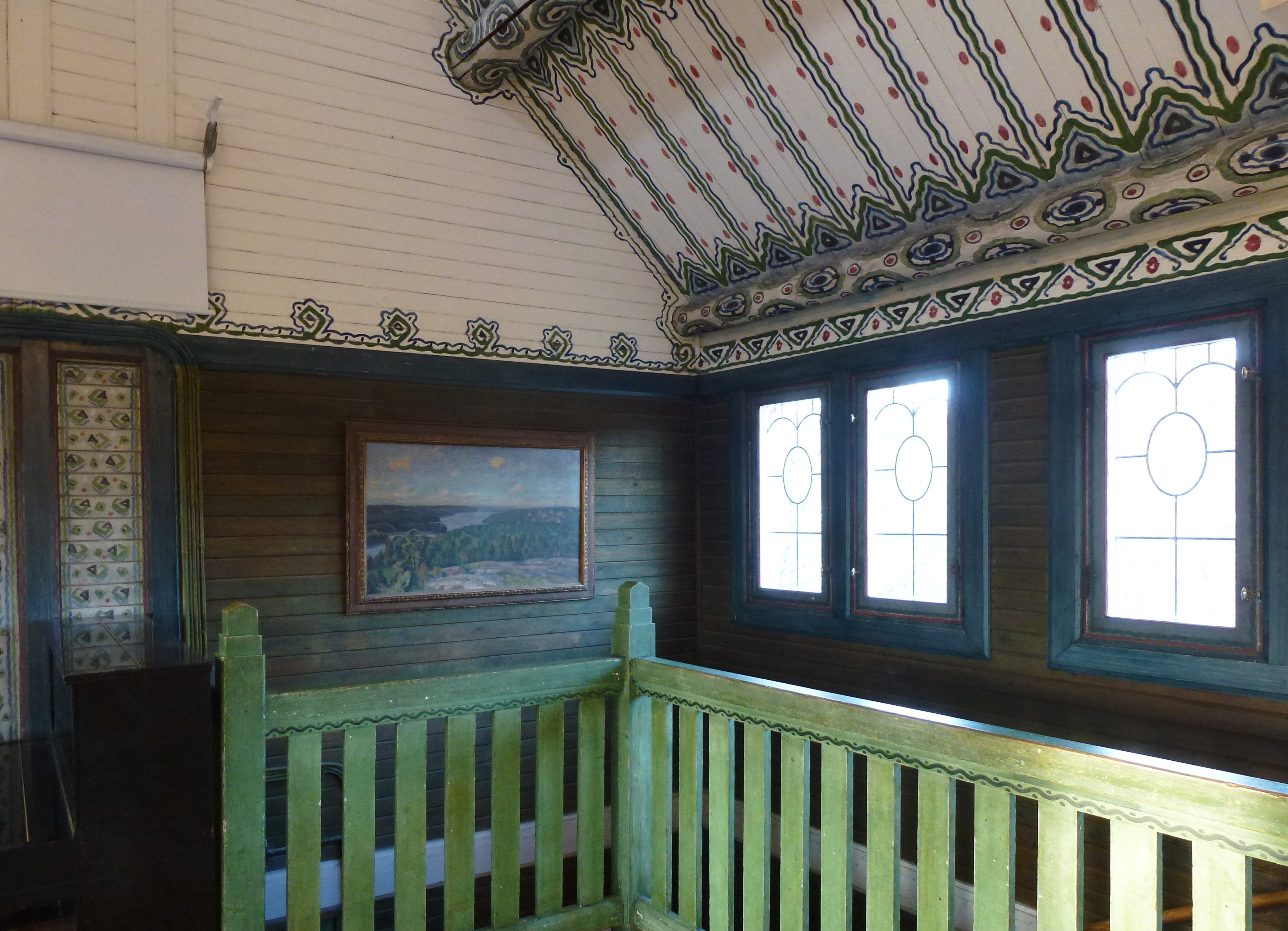